# David Kirkwood (pentatleta)
David Kirkwood (Jackson, 20 de setembro de 1935) é um ex-pentatleta estadunidense medalhista olímpico. 

## Carreira
David Kirkwood representou seu país nos Jogos Olímpicos de 1964 e 1968, na qual conquistou a medalha de prata, por equipes em 1964. 